# Fritz Held (Mediziner)
Fritz Held (* 25. Mai 1920 in Sindelfingen, Württemberg; † 1. Juli 1992 in Stuttgart) war ein deutscher Kinderpsychiater und Neurologe. Er gilt als Begründer der Kennedy-Methode, eine Therapie zur Behandlung von Teilleistungsstörungen.

## Leben
Fritz Held war der Sohn eines Dipl.-Landwirts und besuchte von 1930 bis 1938 die Oberrealschule in Stuttgart, wo er auch sein Abitur ablegte. Nach seinem Arbeitsdienst trat er in das Kavallerie-Regiment 18 in Cannstatt ein, dem er ab Mobilmachung in den nachfolgenden Aufklärungs-Abteilungen bis zum Ende des Zweiten Weltkriegs angehörte. Sein Medizinstudium an der Eberhard-Karls Universität Tübingen wurde kriegsbedingt unterbrochen. Held geriet gegen Ende des Krieges in der ehemaligen Tschechoslowakei in sowjetische Kriegsgefangenschaft, aus der er im Herbst 1945 freikam.
Anschließend setzte er sein Medizinstudium in Tübingen fort und absolvierte 1947 das Staatsexamen. Nach seiner Approbation war er zunächst an der Universitätsnervenklinik tätig. 1949 wechselte er an die württembergische Heilanstalt Schussenried. Diese verließ er im Jahr 1950 und war als Facharzt am Institut für Kinder- und Jugendpsychiatrie in Stuttgart tätig. Im selben Jahr erfolgte seine Dissertation zum Dr. med. an der Universität Tübingen zum Thema „Buddhas Lehre als Psychologie“.
Ab den 1960er Jahren forschte Held besonders zu Legasthenie bei Kindern. Seine erste Fachschrift „Jugendpsychiatrische Studien“ publizierte er 1966. Die Schriften „Legasthenie und Rechenschwäche“, „Legasthenie-Fibel für Eltern, Lehrer und Ärzte“ (1975) sowie „Das schulschwierige Kind. Ursachen und Fehldiagnosen“  bilden die Grundlage der Kennedy-Methode.
Neben seiner Tätigkeit als Arzt betätigte er sich in der Lyrik. Eine Gedichtsammlung veröffentlichte Held im Jahr 1958.
Fritz Held war zweimal verheiratet und Vater von vier Kinder. Er starb 1992 in Stuttgart infolge einer Krebserkrankung.

## Wissenschaftliche Arbeit
Held geht davon aus, dass die Lese-Rechtschreibschwäche und die Rechenschwäche vor allem biologische Ursachen haben. Seine Methode versucht einen spielerischen Ansatz, um die Grundelemente des Lesen-Schreibens und des Rechnens zu vermitteln. Ausgangspunkt der heilpädagogischen Therapie ist die intensive tägliche Einprägung der Buchstaben und der Ziffern bzw. Mengen. Sein Ansatz beruht auf der Erkenntnis, dass die Einzelbuchstaben und die Ziffern bzw. Mengen in unterschiedlichen Bereichen des Gehirns gespeichert werden. Buchstabe und Ziffer gehören nicht zum selben Wahrnehmungsbereich und werden getrennt voneinander verarbeitet. Held geht davon aus, dass das Gehirn eine Vielfalt von Aufgaben nur dadurch lösen kann, indem es bestimmte Hirnbereiche auf bestimmte Funktionen spezialisiert, da nur Aufgabenteilung Höchstleistung ermöglicht.
Die Funktionen des Lese-Schreibens sind selbständig und haben nichts mit der Funktion des Sprechens zu tun. Held zufolge verfügen Menschen mit Legasthenie oft über einen großen Wortschatz und können sich gut ausdrücken. Das Lese-Schreib-Zentrum befindet sich mit dem Sprachzentrum in einer Hirnhälfte, bei einem Rechtshänder in der linken Hälfte und bei einem Linkshänder in der rechten. Das linksseitige Lese-Schreib-Zentrum bildet mit der rechten Hand eine Funktionseinheit und das rechtsseitige Lese-Schreib-Zentrum mit der linken. Bei Linkshändern, die zum Schreiben mit der rechten Hand gezwungen wurden, wird diese Schaltung erheblich blockiert und damit das Lese-Schreib-Zentrum in seiner Funktion im Sinne einer Legasthenie behindert. Die biologische Unreife der Areale, die für das Lesen, Schreiben bzw. Rechnen zuständig sind, kann zu Funktionsstörungen führen.

## Veröffentlichungen (Auswahl)
- Buddhas Lehre als Psychologie, (Dissertation) 1950
- Gedichte. Verlag: Der Karlsruher Bote, 1958
- Jugendpsychiatrische Studien.  Aus Theorie und Praxis für Ärzte, Psychologen, Pädagogen, Juristen, Sozialarbeiter, Heimerzieher und andere soziale Berufe. Luchterhand Verlag 1966.
- Legasthenie und Rechenschwäche. In: Ärztliche Praxis, 30/1974, 1974
- Das schulschwierige Kind. Ursachen und Fehldiagnosen; Kritik der einseitigen tiefenpsychologischen Symptomdeutung; Legasthenie, Rechenschwäche und das Problem der didaktogenen Lernstörungen; therapeutische Aspekte. Lehmann Verlag, München 1975, ISBN 978-3-469-00547-2
- Legasthenie-Fibel für Ärzte. Entstehung, Erkennung und Behandlung der Lese- und Rechtschreibschwäche des Kindes. Institut für Kinder- und Jugendpsychiatrie, Stuttgart 1975